# Miss Rwanda 2009
Miss Rwanda 2009, 2e élection de Miss Rwanda, s'est déroulée le 19 décembre 2009 au Gikondo Expo Grounds de Kigali.
La gagnante, Grace Bahati, succède à Dalila Uwera, Miss Rwanda 1993. Elle est la deuxième rwandaise à remporter le titre après 17 ans d'absence du concours.

## Classement final
| Titre            | Candidates                                  |
| ---------------- | ------------------------------------------- |
| Miss Rwanda 2009 | - Province du Sud - Grace Bahati            |
| 1re dauphine     | - Province du Sud - Carine Utamuliza Rusaro |
| 2e dauphine      | - Kigali - Winnie Ngamije                   |

## Préparation
Les treize prétendantes au titre ont été sélectionnés à partir de leurs provinces respectives pour concourir au concours national. Diverses activités ont été organisées pour préparer les candidates à la finale. Le premier camp d'entraînement a eu lieu à Lake Kivu Serena Hotel à Rubavu et, par la suite, à Nyarutarama. La formation était basée sur la culture, l'économie et l'histoire du Rwanda.

## Candidates
| Nom                          | Âge    | Province représentée |
| ---------------------------- | ------ | -------------------- |
| Michele Iradukunda           | 20 ans | Province de l'Ouest  |
| Winnie Uwanyuze              | 24 ans | Province de l'Est    |
| Carine Rusaro Utamuliza      | 22 ans | Province du Sud      |
| Winnie Ngamije               | 22 ans | Kigali               |
| Ritah Uwera                  | 20 ans | Kigali               |
| Vanessa Liliane Umuhoza      | 18 ans | Province du Sud      |
| Géraldine Umutoni Karanganwa | 23 ans | Province de l'Est    |
| Peace Umugwaneza             | 24 ans | Province du Nord     |
| Fiona Ruboneka               | 24 ans | Kigali               |
| Grace Bahati                 | 18 ans | Province du Sud      |
| Alice Kayumba Uwambaye       | 19 ans | Kigali               |
| Annuarite Uwera              | 24 ans | Province du Nord     |
| Cynthia Rupari               | 23 ans | Province du Sud      |

## Déroulement de la cérémonie

### Jury
| Membre | Membre                   | Nationalité         | Notes                                                                                      |
| ------ | ------------------------ | ------------------- | ------------------------------------------------------------------------------------------ |
|        | Sonia Rolland Uwitonze   | Française Rwandaise | Actrice et réalisatrice Miss Bourgogne 1999 et Miss France 2000.                           |
|        | Kije Mugisha-Rwamasirabo | Rwandaise           | Directrice de Rwanda Television de 2008 à 2011.                                            |
|        | Christine Tuyisenge      | Rwandaise           | Secrétaire exécutive de National Women Council (NWC).                                      |
|        | Manzi Kayihura           | Rwandaise           | Directeur général de Rwandair Express et président de Rwanda Tours and Travel Association. |
|        | Kate Cole                | Américaine          | Femme d'affaires Vice-présidente exécutive de Hooters                                      |

### Prix attribués

#### Prix spéciaux
| Prix                                | Nom                                 |
| ----------------------------------- | ----------------------------------- |
| Miss Populaire (Miss Popular)       | Kigali - Winnie Ngamije             |
| Miss Sympathie (Miss Congeniality)  | Province de l'Est - Winnie Uwanyuze |
| Miss Photogénique (Miss Photogenic) | Province du Sud - Grace Bahati      |

#### Prix non officiels
| Titre national   | Candidate               | Prix                                                                             | Sponsor                    |
| ---------------- | ----------------------- | -------------------------------------------------------------------------------- | -------------------------- |
| Miss Rwanda 2009 | Grace Bahati            | Un voyage financé aux États-Unis par la romancière américaine Elizabeth Dewberry |                            |
| Miss Rwanda 2009 | Grace Bahati            | Une voiture Suzuki Grand Vitara                                                  | Rwandatel                  |
| Miss Rwanda 2009 | Grace Bahati            | Temps d'antenne sur internet et données mobiles offerts                          | Rwandatel                  |
| Miss Rwanda 2009 | Grace Bahati            | Abonnement d'un an de service                                                    | Serena Maisha Spa          |
| Miss Rwanda 2009 | Grace Bahati            | Coiffure offerte                                                                 | Salon Keza                 |
| Miss Rwanda 2009 | Grace Bahati            | Approvisionnement d'un an de carburant                                           | Merez international        |
| Miss Rwanda 2009 | Grace Bahati            | Bourse d'études offerte                                                          | Hooters                    |
| Miss Rwanda 2009 | Grace Bahati            | Somme de 10 000 RWF                                                              | Hooters                    |
| 1re dauphine     | Carine Utamuliza Rusaro | Un voyage aller-retour à Johannesburg ( Afrique du Sud)                          |                            |
| 1re dauphine     | Carine Utamuliza Rusaro | Somme de 5 000 RWF                                                               | Banque Populaire du Rwanda |
| 1re dauphine     | Carine Utamuliza Rusaro | Temps d'antenne sur internet                                                     | Rwandatel                  |
| 1re dauphine     | Carine Utamuliza Rusaro | Abonnement d'un an sur internet pour mobile                                      | Rwandatel                  |
| 1re dauphine     | Carine Utamuliza Rusaro | Un week-end offert                                                               | Kivu Serena Hotel          |
| 1re dauphine     | Carine Utamuliza Rusaro | D'autres prix d'une valeur de 10 000 RWF                                         |                            |
| 2e dauphine      | Winnie Ngamije          | Un voyage aller-retour au Caire ( Égypte)                                        |                            |
| 2e dauphine      | Winnie Ngamije          | Somme de 3 000 RWF                                                               | Banque Populaire du Rwanda |
| 2e dauphine      | Winnie Ngamije          | Temps d'antenne sur internet                                                     | Rwandatel                  |
| 2e dauphine      | Winnie Ngamije          | Abonnement de 6 mois sur internet pour mobile                                    | Rwandatel                  |
| 2e dauphine      | Winnie Ngamije          | Un week-end offert                                                               | Kivu Serena Hotel          |
| 2e dauphine      | Winnie Ngamije          | D'autres prix d'une valeur de 5 000 RWF                                          |                            |

## Observations

### Représentations aux concours internationaux
- Carine Utamuliza Rusaro, deuxième dauphine de Miss Rwanda, a été élue 1re dauphine à Miss FESPAM 2007 en République du Congo[3]. Elle s'est classée 10e au concours Miss Tourism Queen International 2008. Elle a également été élue Miss Afrique et 1re dauphine de Miss Elégance. Plus tard, en 2012, elle a remporté les prix de Miss Élégante et Miss Charmante au concours Miss Tourisme du Millénaire[4].
- Fiona Ruboneka, a représenté la France au concours Miss Afrique de l'Est à Dar-es-Salaam, en Tanzanie. Elle n'est pas classée[5].